# الکساندر هتیچ
الکساندر هتیچ (انگلیسی: Alexander Hettich؛ زادهٔ ۱۱ مارس ۱۹۸۸) بازیکن فوتبال اهل آلمان است.
از باشگاه‌هایی که در آن بازی کرده‌است می‌توان به اشپورت فقاند زیگن اشاره کرد.